# Psammopsyllus pori
Psammopsyllus pori is een eenoogkreeftjessoort uit de familie van de Leptopontiidae. De wetenschappelijke naam van de soort is voor het eerst geldig gepubliceerd in 1993 door Kunz.